# Alexandre Ottoni
Alexandre Ottoni de Menezes (Rio de Janeiro, 23 de março de 1979), mais conhecido como Jovem Nerd, é um empreendedor, apresentador, podcaster e youtuber brasileiro, co-fundador do site Jovem Nerd.
Nascido e criado na cidade do Rio de Janeiro, Ottoni sempre foi interessado em assuntos nerds (como Star Wars, jogos de role-playing game, Star Trek, revistas em quadrinhos), o que culminou na fundação do site de entretenimento Jovem Nerd em 2002, junto com seu concunhado, Deive Pazos (Azaghal). No ano de 2006, a dupla criou o Nerdcast, que veio a ser a marca principal do site e o podcast mais ouvido do Brasil com mais de um milhão de ouvintes e o primeiro do país, terceiro no mundo, a alcançar a marca de um bilhão de downloads. Além do podcast, Alexandre também é co-fundador e sócio da loja e-commerce NerdStore (2007), da editora Nerdbooks (2009) e da empresa Manda Salve (2019 - vendida em 2021); possui um canal no YouTube com cerca de um bilhão de visualizações, e segue no Jovem Nerd após sua aquisição pela Magazine Luiza em 2021.

## Vida e carreira
Alexandre é formado em Desenho Industrial pelo Centro Universitário da Cidade do Rio de Janeiro (UniverCidade), onde conheceu Deive Pazos, seu amigo, sócio e concunhado. Alexandre começou sua carreira na internet com a fundação do site Jovem Nerd, em 2002, em decorrência do lançamento do filme Star Wars: Episódio II – Ataque dos Clones, no cinema. O Jovem Nerd é uma parceria que gerou um podcast, uma loja e-commerce e um canal no YouTube (2010).
Alexandre e Deive foram apontados pela revista Época entre as cem pessoas mais influentes do Brasil no ano de 2013, e juntos como Jovem Nerd, uma das 25 pessoas mais influentes da Internet pela revista Galileu no mesmo ano.